# Darksiders III
Darksiders III è un videogioco d'avventura dinamica sviluppato da Gunfire Games e pubblicato da THQ Nordic. Benché sia il terzo capitolo della serie dopo Darksiders II esso è un prequel, ed è ambientato cento anni prima degli eventi di Guerra del primo Darksiders. La versione per Microsoft Windows, PlayStation 4 e Xbox One è uscita il 27 novembre 2018, quella per Google Stadia il 14 settembre 2021 e quella per Nintendo Switch il 30 settembre 2021.

## Trama
Il gioco inizia con un prologo descrivendo il cosiddetto "Enigma del Dolore", una concezione secondo cui se il peccato è parte del disegno divino lo è anch'esso per definizione e di come molti hanno cercato di scoprirne la verità. I Nephilim furono coloro che ne divennero ossessionati e ciò li portò a minacciare l'Equilibrio. Ma infine vennero traditi da quattro di loro: Guerra, Morte, Conflitto e Furia, i quali diventarono i Cavalieri dell'Apocalisse al servizio dell'Arso Consiglio, ricevendo poteri immensi e sterminando la propria razza.
Nel presente Furia, Cavaliere del Destriero Nero e unico membro femminile dei Cavalieri, viene convocata dall'Arso Consiglio, i quali la informano di come suo fratello Guerra abbia causato prematuramente l'Apocalisse e stanno cercando di capire il motivo di tale gesto, ma il vero motivo è che devono assegnare a Furia una missione della massima importanza: i Sette Peccati Capitali, potenti demoni che hanno a lungo influenzato la razza umana e che un tempo furono fermati dai Cavalieri, sono riusciti a liberarsi dalla loro prigionia e ora dilagano sulla Terra, ormai dilaniata dalla guerra tra Angeli e Demoni. Inoltre, escludendo Guerra prigioniero, Morte sembra essere scomparso mentre Conflitto è in missione. Furia accetta l'incarico, in cambio di essere infine promossa come leader dei Cavalieri. Il Consiglio acconsente, decidendo di far accompagnare Furia da una loro Sentinella e di far loro iniziare le ricerche da un luogo chiamato Haven; prima che se ne vada Guerra la avverte che forze sconosciute stanno complottando contro di loro.
Le due giungono così sulla Terra, dove non ci mettono molto a trovare uno dei Sette Peccati Capitali, Invidia, che Furia riesce a sconfiggere facilmente e a intrappolarne l'essenza all'interno del Talismano del Peccato, un amuleto che il Peccato usava per conservare le energie dei Sette. In seguito a un incontro con il demone mercante Vulgrim, il quale informa Furia che qualcuno o qualcosa sta manipolando i Cavalieri, riescono a trovare Haven, un rifugio costruito all'interno di un gigantesco albero dove ciò che resta dell'Umanità si è rifugiata sotto la protezione dei Creatori, tra i quali Furia fa la conoscenza di Ulthane. Il creatore domanda se si trovi lì per proteggere gli umani. Furia replica di non provare alcun'interesse per aiutarli e che li trova fastidiosi, affermando di trovarsi lì solo per svolgere la missione del consiglio. Ulthane offre a Furia i suoi servigi di fabbro e dandogli informazioni, il quale gli rivela che nelle vicinanze è stato avvistato Ira in cambio lei salverà gli uamni superstiti che incontrerà nel suo viaggio. Furia alla fine acconsente. Prima di congedarsi Ulthane da a Furia, il Ponte: un talismano magico che permetterà agli umani se lo toccano di essere trasportati lì ad Haven.
Furia riesce a rintracciare il Peccato mentre sta uccidendo degli Angeli, riuscendo a sconfiggerlo, ma quando decide di evocare il suo cavallo Distruzione per dargli il colpo di grazia scopre che è stato trafitto da due lance angeliche e lo vede morire sotto i suoi occhi. Nel breve attimo di distrazione, Ira ne approfitta per impalare Furia con una delle lance, la quale, presa dalla rabbia e incurante della propria incolumità, usa la punta conficcata nel suo corpo per uccidere il Peccato. Ormai in fin di vita, Furia viene salvata dal Signore delle Cavità, un essere che governa sull'omonimo regno sotterraneo in grado di interrompere il ciclo di morte e rinascita che il Pozzo delle Anime esercita su Angeli, Demoni e umani. Egli tenta di far capire a Furia di essere stata manipolata dall'Arso Consiglio per le loro macchinazioni, arrivando al punto di chiamarla ignorante e cieca verso i loro piani e bugie. Anche se Furia nega queste affermazioni, il Signore delle Cavità decide comunque di aiutarla, donandole i poteri elementali delle Cavità per migliorare le sue abilità di combattimento e le ordina di dare la caccia ad Abraxis, un demone che minaccia l'Equilibrio sulla Terra e portargli la sua anima.
Ripreso il suo viaggio, Furia riesce a sconfiggere Avarizia e Accidia, per poi incontrare Superbia, la più forte dei Sette Peccati Capitali. Quest'ultima si rivela, però, troppo forte e intima a Furia di sconfiggere almeno gli altri Peccati Capitali prima di confrontarsi con lei nel suo regno ad Aires. Arrivata nelle Terre d'Ossa, un'area portuale disseminata di gigantesche ossa, Furia incontra gli Angeli guidati dall'Arcangelo Usiel che combattono senza sosta orde di Angeli e Demoni non-morti. Ancora provata per la morte di Distruzione, Furia chiede ad Usiel del perché gli Angeli l'abbiano presa di mira, ma l'Arcangelo nega tale accusa in quanto non sono nemmeno nelle condizioni adeguate per potersi confrontare contro i Cavalieri. Rivela, però, che il responsabile delle orde di non-morti contro cui stanno combattendo è Lussuria, a quanto pare potenziato con questo nuovo potere da qualcuno di sconosciuto. Furia riesce a rintracciare il Peccato all'interno di una nave, dove Lussuria utilizza le sue illusioni per manipolarla e dato che ciò non funziona su di lei, fa la stessa cosa con Usiel, venuto lì per sconfiggerlo, riuscendo a metterlo contro il Cavaliere. Alla fine Furia riesce a sconfiggere Lussuria e decide di risparmiare la vita a Usiel, in quanto sedotto dalle lusinghe del Peccato Capitale e in segno di riconoscimento l'Arcangelo le promette che la avviserà semmai verrà a sapere di una possibile congiura che riguarda i Quattro Cavalieri. In seguito Furia riesce a sconfiggere anche Gola, per poi dirigersi nell'area desertica dello Squarcio dove i Demoni stanno erigendo una gigantesca torre.
Qui Furia ha modo di incontrare Abraxis e il Cavaliere gli domanda perché il Signore delle Cavità lo voglia morto. Abraxis risponde che egli è al servizio di un nuovo signore oscuro, conosciuto solo come il Distruttore e che sta erigendo la torre in suo onore per poter essere al suo fianco, spiegandogli come il Signore delle Cavità intenda rendere vacuo il regno mortale appropriandosi di tutte le loro anime per creare un nuovo ordine. Se si sceglie di credere ad Abraxis, il demone ringrazierà Furia e le darà il benvenuto nella dimora del suo padrone in qualsiasi momento; in seguito Furia si dirigerà dal Signore delle Cavità e riuscirà ad ucciderlo. Tuttavia, se sceglie di affrontare Abraxis, lo ucciderà e prenderà la sua anima da consegnare al Signore delle Cavità, il quale le rivela di come egli un tempo era un demone al servizio dell'Arso Consiglio (motivo per cui i suoi simili cominciarono a chiamarlo "il Traditore") che come molti credeva nel preservare l'Equilibrio. Un giorno, però, il Consiglio dimenticò la sua missione di portare l'Equilibrio nel creato e si preoccupò solo di sorvegliare le forze del Paradiso e dell'Inferno, ignorando l'Umanità nata dalla polvere. Ma il Signore delle Cavità non ignorò gli umani: a differenza degli Angeli e dei Demoni, che sono stati creati dal Supremo, l'Umanità nacque sotto il loro potere, quindi detengono il potenziale per portare l'Equilibrio nella Creazione. Quando il Signore delle Cavità si rese conto che qualcuno o qualcosa aveva iniziato a pianificare l'estinzione dell'Umanità, fece la sua mossa per salvarli, decidendo di contenere quante più Anime possibili di Angeli, Demoni e umani per usarli come nuovo seme per l'Umanità, creando così il suo regno che sarebbe stato conosciuto come l'ultimo rifugio possibile per coloro che si sono semplicemente stancati del ciclo infinito di guerra e che desiderano rimuovere le loro anime dal ciclo di reincarnazione del Pozzo delle Anime. Detto ciò, il Signore delle Cavità completa il suo compito trasformandosi in un amuleto contenente le anime che ha raccolto e proclama Furia come loro guardiana.
Tornata nello Squarcio, Furia ritrova Ira, intento a sfogare il proprio potere all'interno di un'arena, sconfiggendolo di nuovo e questa volta riuscendo a intrappolarlo nel Talismano del Peccato. Ora che sei dei Sette Peccati Capitali sono stati sconfitti, Furia si dirige nel regno celeste di Aires dove è pronta per affrontare Superbia, la quale cerca di convincerla che l'Arso Consiglio non sta proteggendo l'Equilibrio e la invita a unirsi a lei in modo da riportare ordine sulla Terra. Furia non si lascia influenzare dalle sue parole e procede a sconfiggerla, ma in quel momento la Sentinella si rivela essere in realtà Invidia, la quale si era fatta sostituire con un suo servo, e dopo aver assimilato Superbia all'interno del Talismano del Peccato, assorbe tutti i poteri dei Sette Peccati Capitali assumendo una nuova forma. Furia cerca di fermarla, ma finisce bloccata sotto a delle macerie. A questo punto Invidia afferma come il vero obbiettivo del Consiglio è di far sparire individui come i Sette Peccati Capitali o i Quattro Cavalieri, motivo per cui sono stati loro a liberarli dalla loro prigionia affinché Furia facesse il lavoro sporco di ucciderli uno per uno. Ma Invidia aveva percepito le loro vere intenzioni, e così decise di camuffarsi da Sentinella e guidare Furia nel suo viaggio in modo da poter assorbire i poteri dei suoi compagni; a questo punto decide di assorbire anche i poteri di Furia, decidendo quindi di distruggere l'Arso Consiglio in modo tale da avere il totale dominio sulla Terra, per poi far cadere Furia dalla torre.
Furia riesce a sopravvivere e viene tratta in salvo dai Creatori che la portano ad Haven per riprendersi. Nonostante sia viva il Cavaliere si sente affranta per aver fallito la sua missione e sentitasi tradita anche dal Consiglio, rendendosi conto di essere stata vittima di tutti e sette i Peccati Capitali. Tuttavia, grazie alle parole del rifugiato Jones e di Ulthane, Furia ritrova la volontà di continuare a combattere, e proprio grazie al Martello Nero, che ha costruito un portale, riesce a raggiungere l'Arso Consiglio, il quale si trova sotto attacco di Invidia. Dopo un'estenuante battaglia Furia riesce a sconfiggerla e imprigionarla definitivamente nel Talismano del Peccato, ma il Consiglio, capendo che ormai è a conoscenza della verità, decide di uccidere anche lei. Se Furia possiede il misterioso amuleto del Signore delle Cavità lo userà per bloccare l'attacco del Consiglio, il quale rivela di temerne il potere. Alla fine, Furia riesce a resistere abbastanza a lungo da scagliare il Talismano del Peccato contro il Consiglio infliggendogli un duro colpo, per poi fuggire di nuovo sulla Terra. Tornata su Haven, Furia scopre che i Creatori stanno combattendo contro i Demoni, guidati personalmente dal Distruttore, per proteggere gli umani da essi. Il Cavaliere si rende conto che questa guerra è stata motivata dalla paura del Paradiso e dell'Inferno del potenziale dell'Umanità, così decide di salvare ciò che resta degli umani presenti facendoli rifugiare in un altro regno, al sicuro da Angeli, Demoni e dall'Arso Consiglio; prima di andarsene Furia riferisce a Ulthane che suo fratello Guerra è innocente e lo implora di aiutarlo semmai lo incontrerà. Mentre osserva la lotta durante il teletrasporto, Furia scopre che Jones è in realtà suo fratello Conflitto sotto mentite spoglie.
Nella scena dopo i titoli di coda è possibile accedere a due diversi finali: nel finale normale Lilith si incontra con il Principe delle Tenebre Lucifero, il vero autore che ha portato all'Apocalisse, il quale esprime il proprio divertimento secondo cui Furia sia diventata la protettrice di ciò che rimane dell'Umanità, ma alla fine definisce le azioni del Cavaliere come irrilevanti. Ora che Abaddon ha il controllo della Terra nelle vesti del Distruttore, le forze del Paradiso e dell'Inferno combattono per qualsiasi residuo e l'Arso Consiglio combatte contro l'Equilibrio che professava di difendere, presto la Corruzione li avrebbe divorati tutti, lasciando solo lui come l'unico a regnare su tutto.
Nel vero finale, dove Furia possiede l'amuleto del Signore delle Cavità e lo usa per proteggersi dall'attacco del Consiglio, Lucifero si rivolge con rabbia a Lilith affermando che avrebbe dovuto mettere a tacere il Traditore, ma alla fine decide che ciò non ha importanza dal momento che Furia non sa cosa esattamente tiene in mano. Riflette sul fatto che il Consiglio avrebbe commesso l'errore di inviare Guerra sulla Terra per sconfiggere il Distruttore, cosa che avrebbe portato il Cavaliere a distruggere anche il Settimo Sigillo, in questo modo avrebbe alla fine dominato sul caos venutosi a creare.

## Modalità di gioco
Darksiders III è un gioco di azione e avventura dinamica con una prospettiva in terza persona. Furia farà affidamento su fruste, spade, mazze, pugnali e magia in combattimento; con quest'ultima può assumere diverse forme elementali per migliorare le sue capacità di combattimento concedendole nuove armi, attacchi e abilità trasversali. I nemici sono più forti rispetto ai precedenti capitoli, ma appaiono meno numerosi durante gli scontri; ritorneranno alcuni presenti nei giochi precedenti con l'aggiunta di nuovi. Il gioco si svolge in un mondo aperto e lineare dove l'esplorazione gioca un ruolo importante. Durante l'esplorazione, Furia dovrà risolvere enigmi e superare diversi ostacoli, alcuni dei quali con la sua frusta. Il gioco presenta un sistema di livellamento e un sistema di crafting, e ritornerà la raccolta di anime ottenibili da nemici e dagli oggetti nello scenario per spenderle sotto forma di valuta. Secondo lo sviluppatore, le minacce del mondo del gioco diventeranno più forti man mano che il giocatore avanza nella storia, pareggiando il potere di Furia ogni volta che un Peccato Capitale viene sconfitto.

## Sviluppo
Un terzo capitolo nella serie Darksiders era stato originariamente pianificato da Vigil Games, tuttavia, il destino del suo franchise è stato minacciato a causa delle complicazioni finanziarie. La società affiliata, THQ, andò in bancarotta nel 2012. Le attività della società furono vendute all'asta, escludendo Vigil Games, che fu chiusa insieme a THQ. Nell'aprile 2013, THQ avviò un processo per mettere all'asta il restante IP che non aveva ancora venduto, tra cui Darksiders. Diverse compagnie avevano espresso pubblicamente interesse per le offerte nel franchising, tra cui lo sviluppatore giapponese PlatinumGames e Crytek USA, una nuova sussidiaria di Crytek guidata dall'ex CEO di Vigil, David Adams, e principalmente costituita da ex dipendenti della stessa. Adams aveva espresso interesse per permettere a Darksiders di tornare "a casa" dai suoi creatori. Il 22 aprile 2013, Darksiders, insieme a Red Faction e MX vs ATV, fu acquistato da Nordic Games nella transazione finale delle attività di THQ. Il 14 giugno 2013, Nordic Games dichiarò in un'intervista con Joystiq che i fan "[non] dovrebbero cercare un Darksiders III prima di due anni da oggi". Il 2 maggio 2017, su Amazon.com apparve un elenco di prodotti per Darksiders III. Il gioco venne annunciato lo stesso giorno dall'editore THQ Nordic in fase di sviluppo da Gunfire Games. Il team di sviluppo è composto in gran parte da ex dipendenti di Vigil Games il cui lavoro precedente include lo sviluppo dei primi due giochi di Darksiders. Viene rivelato che il gioco uscirà il 27 novembre 2018. Inoltre, THQ Nordic ha annunciato varie edizioni per il gioco; un'edizione deluxe, che include la colonna sonora e due futuri pacchetti per i contenuti scaricabili, la Collector's Edition, che include una statuetta di Furia. e l'Apocalypse edition, che include le statuette di Guerra, Morte, Furia e Vulgrim.

## DLC
THQ Nordic ha confermato che Darksiders III riceverà due DLC post-lancio dal titolo: Il Crogiolo, una modalità a ondate (simile a quella presente in Darksiders II) che consentirà a Furia di ottenere premi e oggetti, e "Custodi del Vuoto", dove Furia viaggerà all'interno dei Varchi serpentini per affrontare un'antica minaccia.